# Bekan
Bekan, również Bekan z Kilbeggan, także Began, Beggan – żyjący w VI wieku irlandzki opat, święty Kościoła katolickiego.
O postaci tej z różnych źródeł pochodzą dość sprzeczne informacje. Według jednych miał podjąć się próby wskrzeszenia przez modły na krzyżu (preces in cruce) zamordowanego przez ojca, syna władcy Mac Corbailla, inni upatrują w nim jednego z dwunastu apostołów Irlandii, są też tacy, którzy przypisują mu założenie klasztoru Kilbeggan (ir. Cill Bheagáin, co oznacza właśnie kościół Bekana), w dzis. hrabstwie Westmeath, który w kilka wieków później przejęli cystersi. Św. Bekan miał być uczniem św. Finiana i krewnym św. Kolumby.
Jego wspomnienie obchodzone jest 5 kwietnia (niegdyś 26 maja).